# Nikanoria mongolica
Nikanoria mongolica är en stekelart som beskrevs av Zerova 1971. Nikanoria mongolica ingår i släktet Nikanoria och familjen kragglanssteklar.
Artens utbredningsområde är Mongoliet. Inga underarter finns listade i Catalogue of Life.